# Charles Achard
Charles Achard (Parigi, 24 luglio 1860 – Versailles, 1944) è stato un medico francese.
Nel 1910 divenne professore di medicina interna.
È noto per gli studi, del 1921, sull'encefalite letargica e sull'omeostasi.